# Hôtel Falligan
L'hôtel Falligan est un bâtiment historique sur le Kouter, dans la ville belge de Gand.

## Historique
La maison de ville rococo a été construite en 1755 pour Hector-Gabriel-Joseph Falligan (issu d'une famille noble de la région d'Anjou, en France) et sa femme Jeanne Agnès de Pestre (héritière d'un marchand de l'époque coloniale).
En 1804, la société littéraire du Club des Nobles s'installe dans l'édifice.
Le bâtiment est un monument protégé depuis 1990.
En décembre 2012, certaines scènes ont été tournées dans ce bâtiment pour le long métrage Grace de Monaco, sur la vie de la star de cinéma et de la princesse Grace Kelly.

## Description
Le bâtiment a des colonnes corinthiennes avec des statues d'Apollon et de Diane. Le grand balcon central en fer forgé à la main est soutenu par quatre consoles stylisées. Le fronton est orné des blasons des familles Falligan et Depestre. À l'arrière, une cour surplombe les relais de diligence. À l'intérieur, on trouve des peintures murales d'inspiration orientale.

## Galerie

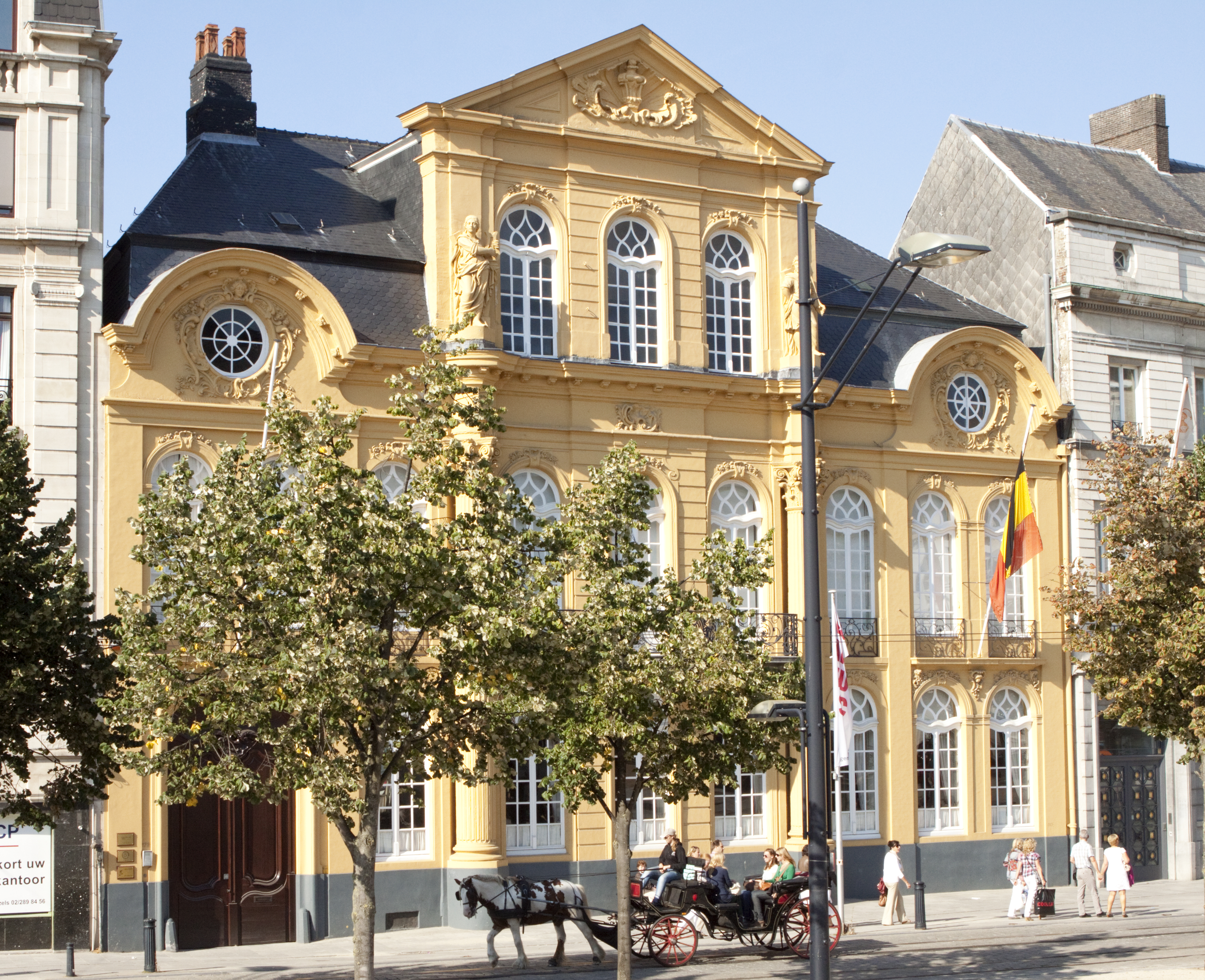
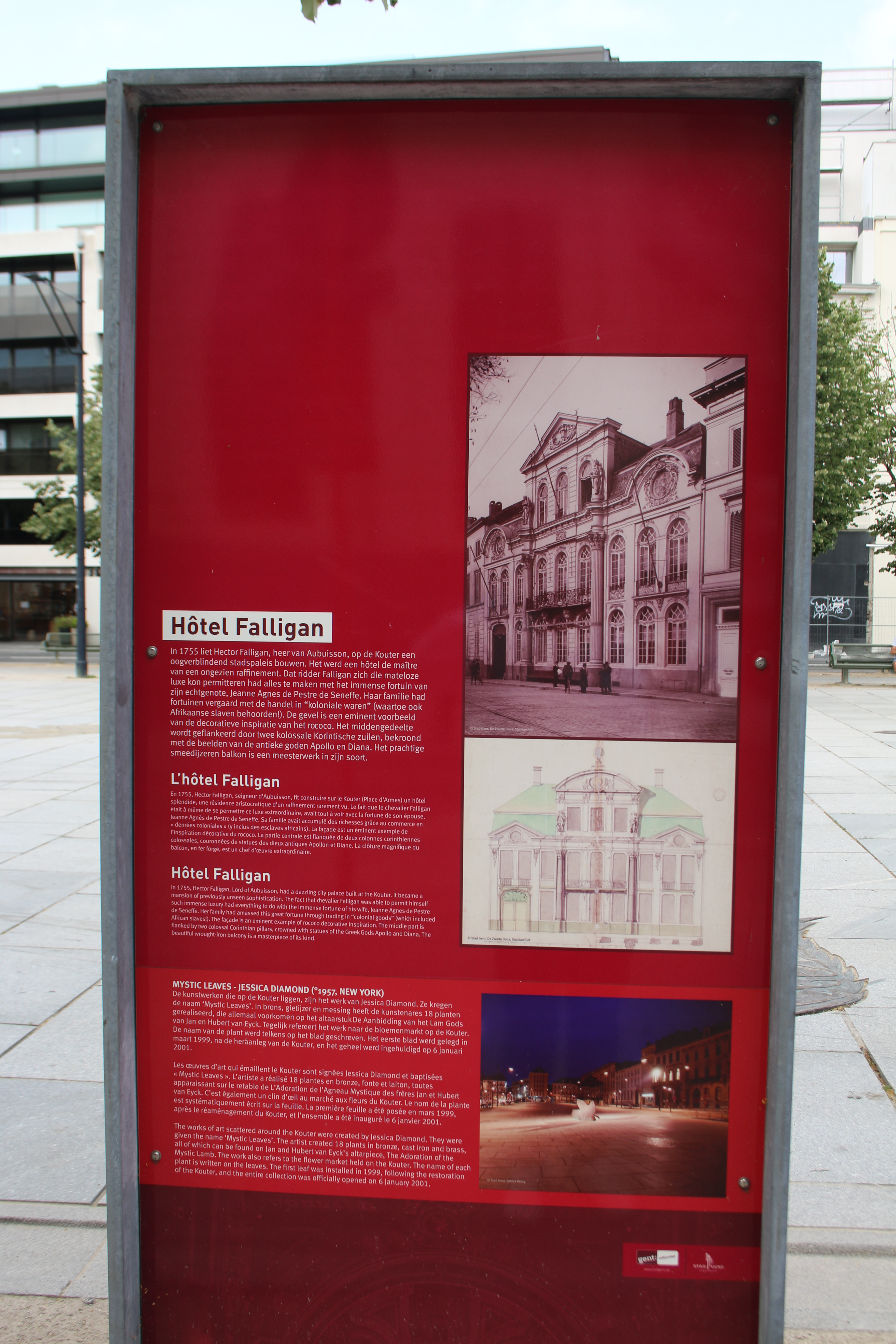
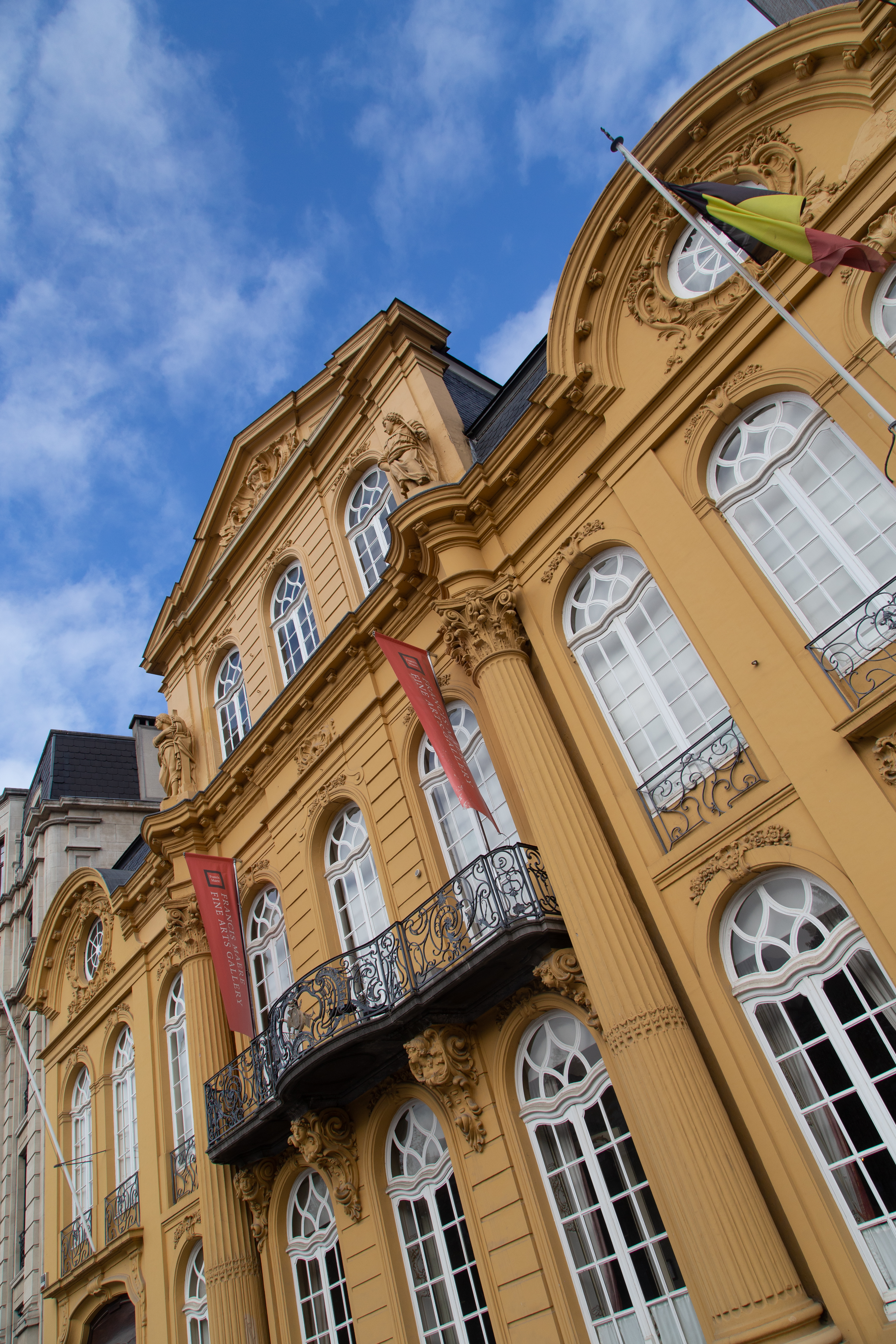

## Sources
- Inventaris onroerend erfgoed
- Inventaris onroerend erfgoed